# Левашев, Иван Михайлович
Иван Михайлович Левашев (также — Левашов; 27 августа (8 сентября) 1864, Воронеж — 18 февраля 1931, Томск) — врач-терапевт, статский советник (1905), ординарный профессор на кафедре терапевтической факультетской клиники и врачебной диагностики Томского государственного университета (1911), декан медицинского факультета (1923—1924); казначей Общества попечения о бедных больных, покидавших университетские клиники; председатель хозяйственного комитета терапевтических факультетских клиник Томска. Кавалер Ордена Св. Владимира IV степени (1916); зять купца-миллионера П. В. Вытнова (1847—1902).

## Биография
Иван Левашев родился 27 августа (8 сентября) 1864 года в Воронеже, в семье священника Михаила Ивановича Левашева (1829—1871) и его жены Александры Ивановны. Михаил Левашев окончил Киевскую духовную академию, после чего стал преподавателем в Воронежской духовной семинарии: преподавал литургику, церковную историю и греческий язык; скончался во время эпидемии холеры в регионе. Всего в семье было четверо детей.
Иван Левашев в 1882 году окончил Воронежскую классическую прогимназию, после чего поступил в Воронежскую духовную семинарию, из которой выпустился в 1886. Затем он стал студентом медицинского факультета Императорского Томского университета: завершил получение высшего образования в 1893 году (с отличием), выпустившись со степенью лекаря. В студенческие годы среди его преподавателей были профессора Михаил Курлов и Александр Коркунов. Обучаясь на пятом курсе, Левашев бесплатно исполнял обязанности (и. о.) помощника ординатора в томской факультетской терапевтической клинике. В период с 1892 по 1893 год он был откомандирован для борьбы с эпидемией холеры — работал в Каинском округе губернии.
В 1894 году Левашев стал ординатором в факультетской клинике, а два года спустя он получил назначение на позицию сверхштатного лаборанта на кафедре диагностики. В 1899 году он успешно защитил докторскую диссертацию на тему «К вопросу о терапевтическом значении подкожных впрыскиваний периплоцина при болезнях сердца», после чего с января до ноября 1900 года состоял старшим лаборантом на станции по изготовлению прививочных средств. В тот период станция изготовила 2307 флаконов с сывороткой, содержавших по 1000 единиц антитоксина в каждом: 234 флакона были направлены в местные больницы и нуждавшимся томичам (бесплатно). Помимо этого, томская сыворотка рассылалась сразу в несколько других городов Сибири.
В 1901 году Иван Левашев опубликовал статью «Колебания кривых кровяного давления на человеке» и был допущен руководством факультета к чтению лекций — стал приват-доцентом по предмету «Внутренние болезни». Два года спустя он стал ассистентом при кафедре диагностики, а с 1910 года являлся экстраординарный профессором на кафедре терапевтической факультетской клиники и врачебной диагностики, опубликовав годом ранее свою работу «О консервировании и исследовании мочевого осадка». В 1911 году он стал ординарным профессором на той же кафедре. С 1913 году временно заведовал университетским кабинетом медицинской химии; также читал курс по диагностике внутренних болезней. В 1915/1916 учебном году, совместно с профессором Ильёй Александровичем-Дочевским, Левашев вел курс по госпитальной терапевтической клинике. Занимался и общественной работой: в частности, состоял председателем врачебно-санитарного бюро и санитарного попечительства. В 1916 году был награждён орденом Святого Владимира IV степени.
После Первой мировой войны и Октябрьской революции, в 1921 году, Иван Левашев начал заведовать кафедрой пропедевтической терапевтической клиники (также известной как третья терапевтическая клиника). В период с мая 1923 по сентябрь 1924 года он являлся деканом всего медицинского факультета университета Томска. Являлся также казначеем Общества попечения о бедных больных, покидавших университетские клиники и председатель хозяйственного комитета терапевтических факультетских клиник Томска. Скончался 18 февраля 1931 года от рака желудка.

## Работы
Научая деятельность Ивана Левашева была посвящена преимущественно изучению патологий сердечно-сосудистой системы человека: в частности при помощи сфигмографа особой конструкции он изучал изменения артериального давления при заболеваниях сердца — результату измерений были опубликованы в целом ряде работ. Так известен «симптом Левашева-Курлова», появляющийся при недостаточности клапанов аорты. Левашев уделял внимание и работе научного студенческого кружка, существовавшего при кафедре. По данным Томского университета, создал собственную научную школу:
- Гуммозные опухоли нижней челюсти // Известия Императорского Томского университета. 1893. Кн. 5;
- Отчет по терапевтической факультетской клинике за 3, 4 и 5-й годы ее существования // Известия Императорского Томского университета. 1898. Кн. 14;
- К вопросу о терапевтическом значении подкожных впрыскиваний периплоцина при болезнях сердца // Известия Императорского Томского университета. 1900. Кн. 16;
- Колебания кривых кровяного давления на человеке // Врач. 1901;
- Двухсторонние опухоли почек: Клиническое исследование // Сборник трудов в память Э. Г. Салищева. Томск, 1904;
- О консервировании и исследовании мочевого осадка / [Соч.] прив.-доц. И. Левашова. — Томск : типо-лит. Сиб. т-ва печ. дела, 1909. — [2], 14 с., 11 л. ил.; 26. — (Известия Императорского Томского университета; Кн. 35).
- Тоны мелких артерий при изменениях кровяного давления // Известия Императорского Томского университета. 1911. Кн. 45.

## Награды
- Орден Святого Владимира IV степени (1916);
- Орден Святой Анны II степени (1913);
- Орден Святого Станислава II степени;
- Серебряная медаль в память царствования Императора Александра III;
- Светло-бронзовая медаль в память 300-летия царствования Дома Романовых.

## Семья
Иван Левашев был женат на Ольге Петровне (в девичестве — Вытнова, 1881—1951), являвшейся дочерью томского купца и мецената, известного миллионера Пётра Васильевича Вытнова (1847—1902), попечителя Томской мужской гимназии. Другим зятем Вытнова был Николай Васильевич Вершинин (1867—1951), известный российский и советский учёный-фармаколог, академик АМН СССР.

## Архивные источники
- ГАТО. Ф. 102. Оп. 1. Д. 626;
- ГАТО. Оп. 2. Д. 2570;